# NGC 6078
NGC 6078 је елиптична галаксија у сазвежђу Херкул која се налази на NGC листи објеката дубоког неба.
Деклинација објекта је + 14° 12' 34" а ректасцензија 16h 12m 5,4s. Привидна величина (магнитуда) објекта NGC 6078 износи 15,2 а фотографска магнитуда 16,2. NGC 6078 је још познат и под ознакама MCG 2-41-17, CGCG 79-76, NPM1G +14.0442, PGC 57460.